# Empiriomonisme
L'empiriomonisme és una teoria filosòfica desenvolupada per Aleksandr Bogdànov a partir de 1904 en una obra epònima ("L'empiriomonisme", rus: Эмпириомонизм Empiriomonizm). Es basa en una interpretació monista de la realitat com a « experiència ».
Amb l'empiriomonisme, Bogdànov cerca reintegrar la filosofia marxista en l'evolució general de la cultura científica i filosòfica occidental i intenta fer una síntesi entre el marxisme i el positivisme. Va ser durament criticada pels col·laboradors de l'autor (Lenin i Plekhanov) pel seu revisionisme i idealisme subjectiu.

## Tesis

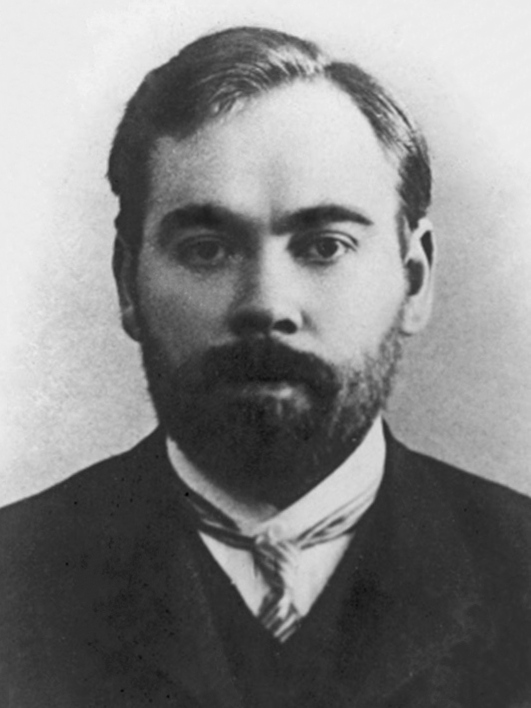
Aleksandr Bogdànov (nom real: Aleksandr Malinovski). Novel·lista, teòric marxista, filòsof de la ciència i científic multidisciplinar; va demostrar ser un dels principals rivals de Lenin a principis del segle XX

L'empiriomonisme es basa sobre tres tesis filosòfiques fonamentals:
1. el realisme ingenu, és a dir, la creença que les coses són com les percebem, i no pas alguna cosa oculta sota la superfície visibles dels fenòmens.
2. la primacia de la «natura», és a dir, l'afirmació del caràcter genèticament primordial de les combinacions no orgàniques (o orgàniques) més senzilles i, per tant, del caràcter derivat de combinacions orgàniques més complexes.
3. el caràctger genèticament secundari de l' « esperit », identificat a les combinacions orgàniques superiors i a « l'experiència » resultant d'aquestes associacions

A aquestes tres tesis s'hi afegeix la del monisme epistemològic: el coneixement sempre tendeix a la unitat i la filosofia « no és altra cosa que un esforç per organitzar, per tornar a la unitat l'experiència fragmentada, fragmentada per les necessitats de l'especialització. En això rau el sentit ei el valor de la filosofia, la seva necessitat històrica ». Els dos grans conceptes fonamentals del monisme de Bogdànov són doncs:
1. « l'experiència », material del coneixement que cobreix tant coses com sensacions
2. « l'organització »,, principi de funcionament de la unitat entre els diferents elements de l'experiència

L'empiriomonisme de Bogdànov està en gran manera influït per l'empiriocriticisme d'Ernst Mach i de Richard Avenarius, que Lenin havia criticat durament en el seu llibre Materialisme i empiriocriticisme, i al qual havia associat Bogdànov, anomenant-lo « deixeble de Mach ».
L'empiriomonisme es diferencia nogensmenys de l'empiriocriticisme en un cert nombre de punts importants. Segons Bogdànov, de fet, Mach i Avenarius no han explicat per què, en una experiència que és una quant al seu material o substància (monisme) i els elements de la qual són les sensacions (sensualisme), hi ha presents sèries d'estats psíquics i estats físics aparentment no reductibles els uns als altres (dualisme). L'empiriomonisme es presenta en aquesta perspectiva com a explicació del dualisme aparent dels fenòmens que concep el seu vincle segons dos enfocaments consecutius:
1. Primer, des d'un punt de vista genètic (referint-se a l'origen), assumint un origen comú del que és « físic » i del que és « psíquic »
2. Tot seguit, analitzant després la seva diferenciació progressiva durant l'evolució, considerada en termes d'augment de complexitat orgànica.

Bogdànov es mostra crític en contra del « positivisme » de Mach, el qual constataria el fet sense cercar-ne a explicar el perquè, deixant així escapar el principi de la unitat de la matèria i l'esperit.
A més, a diferència de David Hume i dels deixebles de Mach, Bogdànov creu que la causalitat representa un aspecte indissociable del coneixement científic i de la veritable filosofia. És, en efecte, sobre la causalitat que reposa la virtut explicativa d'aquestes dues disciplines. Interpretat en una perspectiva marxista, el procés causal que regeix l'organització social del treball és una forma superior de la causalitat, allò que la teoria marxista de l'organització del treball hauria aconseguit revelar científicament.

## Crítiques
Gueorgui Plekhànov i Lenin van ser, a l'interior del moviment marxista, els principals crítics de l'empiriomonisme de Bogdànov, durant els anys posteriors a la Revolució de 1905. Com el llibre d'Engels, l'Anti-Dühring, que és una reacció contra les posicions d'Eugen Dühring, l'obra filosòfica de Lenin, Materialisme i empiriocriticisme, és impulsada per les teories considerades « idealistes » de Bogdànov. Per la seva banda, en un llibre obertament partidista titulat El materialisme militant, Plekhànov defensa vigorosament el materialisme dialèctic d'Engels contra les concepcions de Bogdànov, que assimila també a l'«idealisme burgès ». Resumeix irònicament la seva crítica a la filosofia de Bogdànov de la següent manera:
| «                                                                                         | Els que afirmen que sense un subjecte no hi ha cap objecte simplement confonen dues nocions ben diferents: l'existència de l'objecte “en si mateix” i la seva existència en la representació del subjecte. No tenim dret a identificar aquests dos modes d'existència. De manera que vós, senyor Bogdànov, existiu primer "en vós mateix" i després en la representació, diguem-ne, del senyor Lunatxarski, que us pren per un pensador profund. La confusió de l'objecte “en si mateix” amb l'objecte tal com existeix per al subjecte està precisament en l'origen d'aquests sofismes inextricables amb els quals els idealistes de tots els colors i matisos “refuten” el materialisme. | » |
| — Gueorgui Plekhànov, Les questions fondamentales du marxisme - Le matérialisme militant. | |   |

Fins i tot pensadors pròxims a Bogdanov, com ara Pàvel Iúixkevitx, es mostraren crítics envers el seu empiriomonisme, interpretat com una forma disfressada d'idealisme. D'altra banda, Iúixkevitx creu que l'empiriomonisme condueix al panpsiquisme.